# 薩氏膜首鱈
薩氏膜首鱈，為輻鰭魚綱鱈形目鼠尾鱈科的其中一種，分布於東太平洋Nazca及Salay Gomez海脊海域，屬深海底棲性魚類，深度340-1100公尺，體長可達13.1公分，棲息在底層水域，生活習性不明。

## 扩展阅读
維基物種上的相關：薩氏膜首鱈